# Una mena de guillat
Una mena de guillat (títol original: Some Kind of a Nut) és una pel·lícula de comèdia estatunidenca de 1969 escrita i dirigida per Garson Kanin i protagonitzada per Dick Van Dyke, Angie Dickinson i Rosemary Forsyth. Està doblada al català.
Aquesta va ser la pel·lícula final de Dennis King.

## Argument
Fred Amidon és un caixer de banc de la ciutat de Nova York la dona del qual, la Rachel, es divorcia d'ell. En Fred ja té una nova promesa, la companya de banc Pamela Anders, amb qui està a punt d'anar-se de vacances.
Mentre fa un pícnic al parc, en Fred és picat a la barbeta per una abella. Com que li fa mal afaitar-se, en Fred es deixa créixer barba. Torna a la feina de les vacances i es sorprèn quan el seu cap li ordena que s'afaiti, però en Fred està cansat d'ajustar-se sempre als desitjos i demandes dels altres. Es nega i és acomiadat.
Els companys surten en defensa d'en Fred. Als homes es deixen créixer barba com a suport. Els companys de feina fan vaga i porten rètols fora del banc, aviat s'hi sumen hippies i músics de jazz amb barba. En Fred esdevé una sensació mediàtica de la nit al dia.
A la Rachel li agrada la fortalesa del nou Fred però a la Pamela no. Ella droga el seu vi i fa que els seus germans l'afaitin. En Fred es desperta amb l'afaitat a mig acabar. Fuig a peu, amb mitja barba i res més que roba interior i sabates. La policia el deté i el col·loca en una sala psiquiàtrica. La Rachel el rescata, es reconcilien i en Fred s'afaita la barba, que mai va voler conservar.

## Repartiment
- Dick Van Dyke com Fred Amidon
- Angie Dickinson com Rachel Amidon
- Rosemary Forsyth com Pamela Anders
- Zohra Lampert com Bunny Erickson
- Elliott Reid com Gardner Anders
- Dennis King com Otis Havemeyer
- Pippa Scott com Dra Sara
- Heywood Hale Broun com ell mateix
- Peter Brocco com Mr. Suzumi
- Roy Roberts com 1r vicepresident
- Jonathan Hole com 2n vicepresident
- Robert Ito com George Toyota
- Lucy Saroyan com Samantha
- David Doyle com Larry
- Carole Shelley com Rita
- Jennifer O'Neill com la bellesa (sense acreditar)